# Gabriel Brizard
Pour les articles homonymes, voir Brizard.
Gabriel Brizard, né vers 1744 à Paris et décédé dans la même ville le 23 janvier 1793, est un avocat, juriste du Parlement de Paris, écrivain, éditeur et historien français, premier commis à la chancellerie de l’ordre du Saint-Esprit.
Connu sous le nom d’« abbé Brizard » ou même tout simplement de « Brizard », il était un ami et disciple des philosophes des Lumières.

## Positions
Il avait une vénération sans bornes pour les travaux de Jean-Jacques Rousseau, Voltaire et Gabriel Bonnot de Mably dont il publia les œuvres qu'il annota parfois. 
Il était ami de Voltaire dont il partageait les idées anti-cléricales.
En collaboration avec Louis-Sébastien Mercier, François Henri Stanislas de L'Aulnaye (1739-1830) et Pierre Prime Félicien Le Tourneur (1737-1788), il publia, de 1788 à 1793, les œuvres complètes de Jean-Jacques Rousseau en 37 volumes. En compagnie de Jean-Baptiste Cloots,  dit « Anacharsis », il fit, La Nouvelle Héloïse à la main, le pèlerinage d'Ermenonville pour aller se recueillir sur la tombe de Jean-Jacques Rousseau.
Après le décès de Mably, un philosophe précurseur du socialisme utopique, il publia l'Éloge historique de l'abbé de Mably qui lui valut un prix de l'Académie des inscriptions et belles-lettres en 1787.
Gabriel Brizard édita à Londres certains de ses travaux sous des pseudonymes dont celui de « Gallophile », c'est-à-dire « Ami des Français ». 
Il cultivait avec succès la poésie légère. 
En 1768, il avait publié un Éloge de Charles V, roi de France, qui fut couronné cette même année à l'Académie française. 
On a de lui, en manuscrit, une Histoire des Français, ouvrage considérable, mais qui est resté imparfait.
Il prit parti pour la Révolution française dont il soutint un certain nombre de réformes.
« On croit que sans la Révolution, il aurait succédé à Chérin, généalogiste des ordres du roi ». Il était très lié à Blin de Sainmore qu'il choisit comme son exécuteur testamentaire.

## Éditions
- Œuvres complètes de l’Abbé Mably, nouvelle édition précédée de l’éloge historique de l’auteur par M. l’abbé Brizard, 12 vol., édition presque complète d'une imprimerie à Londres (1789).
- Œuvres complètes de Jean-Jacques Rousseau en 37 volumes, 1788-1793 : T. 1-4 : La Nouvelle Héloïse ; Les amours de Milord Edouard Bomston. T. 5-6 : Lettres élémentaires sur la botanique ; Fragmens pour un dictionnaire des termes d'usage en botanique. T. 7-9 : Politique. T. 10-13 : Émile, ou De l'éducation; Emile et Sophie ou Les solitaires. T. 14 : Émile, ou De l'éducation ou Pièces relatives à l'Emile. T. 15-17 : Sciences, arts et belles-lettres. T. 18 : Théâtre et poésies. T. 19-22 : Écrits sur la musique. T. 23-26 : Les confessions ; Les Rêveries du promeneur solitaire. T. 27 : Contestation entre Hume et Rousseau avec les pièces justificatives. T. 28 : Pièces diverses relatives aux calomnies publiées contre Rousseau. T. 29-30 : Philosophie. T. 31-35 : Lettres sur divers sujets de philosophie, de morale et de politique. T. [36]-37 : Recueil des œuvres de musique de J.J. Rousseau ; Les consolations des misères de ma vie ou recueil de romances. T. [38] : Recueil de plantes coloriées pour servir à l'intelligence des lettres élémentaires sur la botanique de J.J. Rousseau. Paris: Chez Poinçot, 1789.

## Œuvres
- Histoire du Baron des Adrets, par l'abbé Brisard (date?).
- Éloge de Charles V, roi de France, 1768.
- Histoire généalogique de la Maison de Beaumont, en Dauphiné, 1779, 2 volumes in-folio publiés aux frais de Christophe de Beaumont, archevêque de Paris.
- De l'Amour d'Henri IV pour les Lettres, Paris, 1781 & 1785_1786.
- Fragment de Xenophon, Paris, 1783.
- Analyse du Voyage Pittoresque de Naples et de Sicile, Paris, Imprimerie de Clousier et se trouve chez Delafosse, 1787, 79 p.
- Éloge historique de l'abbé de Mably, 1787.
- Premières et secondes lettres à un ami sur l'assemblée des notables, Paris, 1787.
- Modestes observations sur le Mémoire des Princes faites au nom de vingt-trois millions de citoyens françois. De l'Imprimerie Nationale, 22 décembre 1788.
- Projet De Cahier Des Trois Ordres Réunis De Paris, par M. L'abbé B. Z. D., 1789.
- Quatre Mots. Point de veto, point de sanction royale; serment royal, appel au peuple, Paris, Garnery et Volland, 1789. Signé : G. B. [Gabriel Brizard], citoyen du district de Saint-Germain-des-Prés.
- Du massacre de la Saint-Barthélemy, et De l'influence des étrangers en France durant la Ligue : " Discours historique avec les preuves et développemens ". - Paris : Garnéry [1790].
- Les Imitateurs de Charles IX ou les Conspirateurs foudroyés'[3], de l'Imprimerie du Clergé et de la Noblesse de France dans une des caves ignorées des grands Augustins, Paris, 1790. Numérisé sur Google Books.
- Discours sur le Caractère de Louis XI, par un Citoyen de la section du Théâtre - Français, Paris, Garnery, an II de la liberté 1790 ou 1791.

## Pour approfondir